# 殺 (電影)
《殺》（英語：Kill）是一部2023年印度印地語動作驚悚片，由尼克希爾·納格什·巴特編導，達摩製片公司和錫克亞娛樂製作。本片的靈感來自1995年巴特親身經歷的火車劫案；講述兩名國家安全保衛突擊隊員登上前往新德里的火車，面臨一支佔領此處的劫匪大軍。主演陣容包括拉克夏、拉加夫·茱亞爾、亞希瑟·維德亞迪、阿彼錫·喬漢（Abhishek Chauhan）、哈什·查哈亞及坦伊亞·馬尼克塔拉；本片是拉克夏出演的首部電影。
《殺》2023年9月7日在多倫多國際影展首映，獲選為午夜瘋狂單元觀眾票選獎亞軍；2024年7月5日在印度院線上映，本片收穫外界普遍好評，票房約4.7億盧比。

## 劇情
國家安全保衛突擊隊員亞密特·拉托德及同袍維雷西返回喜馬偕爾邦帕拉姆普爾。亞密特私下與商業大亨貝迪歐·辛·塔庫之女朵莉嘉·辛長期相戀。某日，貝迪歐安排朵莉嘉與另一名男子訂婚，讓亞密特和維雷西前往蘭契參加訂婚典禮。在蘭契，亞密特提議私奔，但朵莉嘉因顧慮父親而拒絕。
第二天，朵莉嘉和家人登上了從蘭契開往新德里的急行列車。未料，亞密特和維雷西也搭上了火車，朵莉嘉在車上接受了亞密特的求婚。當火車到達達爾通甘吉火車站時，一群武裝劫匪在菲尼的帶領下登上了火車。他們計劃搶劫特定的旅客車廂並逃跑，而菲尼之父兼劫匪頭目和幫派的其他成員則在某平交道旁等待接應。
劫匪開始打劫旅客們的財物，菲尼逮到了朵莉嘉，但遭到亞密特和維雷西的攻擊。在混戰中，為了救朵莉嘉之母而殺死了劫匪巴班，這激怒了菲尼和巴班之子拉威，使他們放下打劫以進行報復。菲尼抓住了受傷的維雷西，而亞密特則劫持了拉威作為人質；拉威透露火車上有三十六名強盜。亞密特嘗試尋找在火車上困在某處的朵莉嘉之妹安娜。同時，貝尼登上火車，對巴班的死悲痛欲絕。
菲尼計劃用維雷西當誘餌來捕獲亞密特；亞密特與多名劫匪作戰，直到被對方的打手西迪擊倒，而同車乘客阿利夫在幫助維雷西和亞密特時被殺。朵莉嘉與菲尼對峙，菲尼被激怒後刺傷了她並將其扔下了火車。被激怒的亞密特隨後對劫匪展開瘋狂的殺戮。貝尼責備菲尼殺害朵莉嘉，擔心貝迪歐報復。然而，菲尼堅持自己最初的計畫，綁架貝迪歐全家以勒索贖金。亞密特殺死多人後，劫匪們開始懇求貝尼讓他們下火車，但貝尼提醒他們即使下了火車，貝迪歐也會向他們復仇，說服他們留下來。
亞密特為了打擊劫匪的士氣，將幾具劫匪的屍體在一節車廂裡懸掛起來，其中包括西迪之父。同時，貝迪歐、維雷西、阿利夫的兄弟索海爾和其他乘客設法向鐵路維安人員發出警報，並封住了通往其他車廂的所有通道。菲尼和其他一些人試圖逃到外面，旦除了菲尼外幾乎被火車警察槍殺。亞密特在與西迪的戰鬥中落於下風；當西迪準備將亞密特扔下火車時，阿利夫和索海爾的親屬從後面用斧頭襲擊了西迪，導致西迪死亡。
安娜和維雷什被警察救出，並與貝迪歐團聚，但跳回火車的菲尼消滅了警察，並再次將旅客們扣為人質，同時殺死了身受重傷的維雷西。一名偽裝成普通旅客的劫匪出賣了亞密特，導致亞密特被俘虜。當菲尼用朵莉嘉和維雷西之死來嘲笑亞密特時，貝尼指責菲尼未將亞密特滅口，兩人發生爭執；亞密特趁亂與最後一批劫匪作戰，並用Zippo及打火機液體對貝尼的腦袋點火，從而殺死了貝尼。亞密特與僅存的劫匪菲尼展開對決；法尼一再刺傷他，同時用朵莉嘉嘲笑他，但亞密特最終佔了上風，先用鐵鎚制伏法尼，再連續出拳殺死了對方。當安全人員和護理人員在北方邦的潘迪特·迪恩·達亞爾·烏帕哈亞火車站上車營救乘客時，重傷的亞密特坐在月台的長凳上，並產生了朵莉嘉坐在身旁的幻覺。

## 演員
- 拉克夏飾演亞密特·拉托德（Amrit Rathod）：帕拉姆普爾國家安全保衛突擊隊（英语：National Security Guard）隊長。
- 拉加夫·茱亞爾（英语：Raghav Juyal）飾演菲尼（Fani）：劫匪，帶領同伴們進行前線行動。
- 亞希瑟·維德亞迪（英语：Ashish Vidyarthi）飾演貝尼（Beni）：劫匪家族的頭目，菲尼之父。
- 阿彼錫·喬漢（Abhishek Chauhan）飾演維雷西·查特瓦（Viresh Chatwal）：亞密特的同袍兼好友。
- 哈什·查哈亞（英语：Harsh Chhaya）飾演貝迪歐·辛·塔庫（Baldev Singh Thakur）：商業大亨。
- 坦伊亞·馬尼克塔拉（英语：Tanya Maniktala）飾演朵莉嘉·辛（Tulika Singh）：貝迪歐之女，私下與亞密特長期相戀。
- 亞德莉亞·辛哈（Adrija Sinha）飾演安娜·辛（Ahaana Singh）：貝迪歐之女，朵莉嘉之妹。
- 帕斯·提華里（Parth Tiwari）飾演西迪（Siddhi）：劫匪家族的打手。

## 製作
本片的製作始於2022年6月，暫定名稱為《阿加特》（Aaghat），由拉克夏（長片處女作）和坦伊亞·馬尼克塔拉（出演的第二部電影）主演。在多倫多首映前不到一個月，製片商達摩製片公司和錫克亞娛樂宣布片名為《殺》（Kill），由尼克希爾·納格什·巴特執導。本片也是達摩與錫克亞在2023年5月宣布內容合作後的首部作品，兩家公司先前曾合作過《美味情書》（2013年）。
巴特在接受蘇巴斯·K·傑哈採訪時表示，本片演員必須接受MMA專家的訓練。拉克夏為戲增重並接受了近八個月的培訓，拉加夫·茱亞爾則受訓了四個月，兩人每天約四至五小時。馬尼克塔拉也受訓了七至十天。巴特之後表示，本片的靈感來自1995年自己親身經歷的火車劫案。電影製作預算為4億盧比。本片因血腥暴力而被中央電影認證委員會授予「A」證書。

## 音樂
《殺》原聲帶於2024年7月5日發行，作曲家包括維克拉姆·蒙特羅斯、沙殊瓦特·薩赫德夫和亞倫—蓋文（Haroon-Gavin）。原聲帶共收錄四首歌曲，其中〈接近〉（Nikat）一曲由瑞哈·巴德瓦吉演唱，亞倫—蓋文作曲，西丹特·考沙爾（Siddhant Kaushal）作詞；〈繼續保護以賽亞〉（Jaako Raakhe Saaiyan）由蒙特羅斯作曲，謝卡爾·阿斯蒂特瓦（Shekhar Astitwa）作詞。
| 曲目列表 | 曲目列表           | 曲目列表              | 曲目列表          | 曲目列表                                           | 曲目列表 |
| 曲序     | 曲目               |                       | 作曲              | 歌手                                               | 时长     |
| -------- | ------------------ | --------------------- | ----------------- | -------------------------------------------------- | -------- |
| 1.       | 殺（）（循環）     | 沙殊瓦特·薩赫德夫     | 沙殊瓦特·薩赫德夫 | 蘇迪爾·亞杜萬希（Sudhir Yaduvanshi）、桑吉·V（Sanj V）、沙殊瓦特·薩赫德夫 | 3:14     |
| 2.       | 接近（）           | 西丹特·考沙爾（Siddhant Kaushal）     | 亞倫—蓋文（Haroon-Gavin）     | 瑞哈·巴德瓦吉                                      | 3:03     |
| 3.       | 繼續保護以賽亞（Jaako Raakhe Saaiyan） | 謝卡爾·阿斯蒂特瓦（Shekhar Astitwa） | 維克拉姆·蒙特羅斯 | 莫努·拉托德（Monu Rathod）、維克拉姆·蒙特羅斯                 | 3:37     |
| 4.       | 接近（舞蹈版）     | 西丹特·考沙爾         | 亞倫—蓋文         | 沙什瓦特·辛格（Shashwat Singh）                                  | 3:04     |
| 总时长： | 总时长：           | 总时长：              | 总时长：          | 总时长：                                           | 12:58    |

## 發行

### 院線
《殺》2023年9月7日在多倫多國際影展首映，獲選為午夜瘋狂單元觀眾票選獎亞軍。本片也在2024年6月的翠貝卡影展放映 。2023年10月，獅門獲得了本片於北美和英國的發行權，成為好萊塢片商購買印地語電影直接在美國發行的首批實例之一。本片在北美獲得1000多個放映銀幕。獅門與路邊景點合作，2024年7月4日在美國院線上映本片，即在印度上映的前一天。據報導，AA電影買下了印度院線上映的發行權。9月5日，《殺》由BF發行公司（BF Distribution）安排在阿根廷上映，巴西的發行由巴黎電影負責。天堂集團（Paradise Group）2024年7月25日在俄羅斯院線以《鬥爭》（схватка）一名上映本片。本片2024年8月28日在韓國上映。《殺》的台灣發行權由車庫娛樂取得，定檔2024年11月22日在院線上映。

### 家用媒體
在印度，《殺》2024年9月6日起於Disney+ Hotstar以印地語進行串流發行，2024年9月24日起推出泰盧固語、泰米爾語和馬拉雅拉姆語配音版。在國際上，本片由獅門2024年7月23日採數位發行，藍光版本於2024年9月10日發售。

## 反響

### 票房
《殺》上映首日票房僅1250萬盧比；但隨著優異的口碑，週六上映時的票房達2150萬盧比，週日為2800萬盧比，雖然逢孟買遭遇暴雨，但週一票房仍收穫1300萬盧比，五天內票房達7400萬盧比。在印度的總票房約2.8億盧比，海外的票房達1.8億盧比，全球總票房約4.7億盧比。

### 評價
本片在评论汇总网站爛番茄上，根據102位影評人的評價，新鮮度達89%，平均評分為7／10。該網站的共識評論：「《殺戮》帶來了動作迷們樂意品嘗的打架大戲，一場以原始情感為本、情節緊湊的驚險之旅。」Metacritic網站根據18位影評人而將本片評為74分（滿分100分），象徵「普遍好評」。
《今日印度》的金雅·班納吉（Zinia Bandyopadhyay）給出了4.5／5星的評價，並在評論中寫道：「對於所有動作片和其他類型的粉絲來說絕對是必看的一部。」雷迪夫網的蘇卡尼亞·維爾瑪打出4／5星，並稱：「《殺》是關於暴力的極端暴力電影，最大的成就不僅僅是片中的死亡人數，而是挑戰了我們對暴力的看法。」Bollywood Hungama網站為本片打出3.5／5星，評論：「《殺》整體而言是一部暴力又時尚的動作爆米花。」新德里电视台網站的賽巴爾·查特吉同樣打出3.5／5星，並寫道：「《殺》具備道德準則，為正在展開的『大戰』提供了清晰的背景。」Pinkvilla網站的里希爾·喬加尼（Rishil Jogani）也為本片打了3.5／5星的評價，稱：「《殺》作為一部電影，如果情節更緊湊且對手更可怕，效果會更好。」《印度快報》的舒布拉·古普塔在影評中寫道：「《殺》是台精幹、刻薄的殺人機器。」《印度教徒報》的希拉吉特·米特拉（Shilajit Mitra）讚揚了拉克夏的表演：「拉克夏被大力宣傳為印地語電影的新『殺人機器』，他大汗淋漓、強壯且怒火中燒。這位年輕演員拒絕向泰格·史洛夫或維帝·傑馬的運動天賦看齊，而是選擇了更穩重、粗暴的戰鬥風格。」《Mint》報紙的烏代·巴蒂亞（Uday Bhatia）在影評中寫道：「《殺》沒有慢動作，也沒有放鬆、喘息的空間，實際上不算是平易近人的動作片。」Scroll.in網站的南迪尼·拉姆納特（Nandini Ramnath）評論道：「《殺戮》中最令人難忘的場面直接將電影帶入恐怖領域。」《新印度快報》的卡蒂克·巴德瓦吉（Kartik Bhardwaj）打出4／5星，並評論：「本片編織出了自己的敘事，拳打腳踢肯定為先。」
《殺》也贏得了國際影評人的好評。金·紐曼在英國電影協會網站上評論：「電影在重頭動作戲開始前，人物及背景的基本交代不可或缺，但上半場的步調並不拖拉。」《纽约时报》的珍妮特·卡蘇利斯（Jeannette Catsoulis）評論：「《殺》的放縱程度達到極致（場場讓人不適的謀殺宛如色情戲般漫長），令人目不暇給且惡毒到了極點。」《衛報》的凱瑟琳·布雷（Catherine Bray）認為「《殺》透過充滿活力及熱情來實現目的，使其成為料豐味美且毫不留情的動作片，令人驚嘆不已。」凱爾·馬厄在《泰晤士报》撰文稱：「電影只放了個名為亞密特的『國家安全保衛突擊隊員』就開始演出，劇情敷衍得令人痛苦。」Collider網站的內特·理查（Nate Richard）將本片評為B+，並稱：「尼克希爾·納格什·巴特這部好鬥的暴力動作片注定會成為邪門經典。」《綜藝》的彼得·德布魯格（Peter Debruge）寫道：「《殺戮》可謂令人震驚的逼真動作大戲，來自通常以更卡通化的方式演出暴力的行業，是該國有史以來拍出最殘酷的電影。」《聖荷西信使報》的蘭迪·邁爾斯（Randy Myers）評論：「《殺》在經歷15分鐘令人嘆息的闡述後，拋開了所有包袱，一路打殺到底，同時幫拉克夏成為我們下一位動作巨星帶來了令人信服的論證。」
《好萊塢報導》的法蘭克·謝克評論道：「打鬥場面的編排、拍攝和剪輯都非常出色，但不間斷的節奏以至於觀看體驗變得麻木。」IndieWire網站的大衛·艾利希（David Ehrlich）對本片的評價為「B+」，並表示：「《殺》歸根結底，片如其名拍的很好，但也許巴特這場動作盛宴最令人驚訝的事情是，電影顛覆了人們的預期，卻從未偏離本質。」《CG雜誌》的沙基爾·蘭伯特（Shakyl Lambert）將本片評為8.5／10分，並寫道「《殺》可列入今年最好的動作片，動作片迷需要密切關注。」/Film網站的麥特·多納托（Matt Donato）從滿分10星中給《殺》打了9星，並在評論中寫道：「本片不像《雙雄起義》，沒有歡樂的寶萊塢舞蹈插曲。巴特野蠻的《殺》與毫不留情的印尼狠角色有更多共同點，例如《黑夜降臨》或《全面突襲》，宛如一條血河從張開的刀傷中湧出般，強調了致命的暴力。」《ScreenAnarchy》的安德魯·梅克（Andrew Mack）稱本片「暴力而不繁雜，則是迅速且殘酷，倖存者的本能放在首位。」強納森·希克曼在《紐南時代先驅報》上將本片評為7／10星，並在評論中寫道：「巴特的電影透過消除大部分與槍支相關的重型火力，傳達了發自內心的情感，雖然性質相對誇張，但仍具有效果十足的碎骨橋段。」
羅傑·伊伯特網的影評人賽門·亞伯拉罕（Simon Abrams）給出了褒貶不一的評價，並寫道：「《殺》滿足了一部優秀爆米花電影的大部分必備條件，令人輕易抗拒，但又難以忘懷。」《偏锋杂志》的羅斯·麥金多（Ross McIndoe）評論：「當角色的身體從座位、窗戶、地板和天花板上彈起時，表現出的動作混亂不堪。」《环球邮报》的貝瑞·赫茲（Barry Hertz）稱：「《殺》在前半小時裡，打鬥場面十分豐富，但演出和節奏顯得平淡。」《Time Out》的菲爾·德塞姆林（Phil de Semlyen）打出了3／5星評價，並寫道：「巴特在電影中呈現出意想不到、虛無主義的轉折，更也放棄了久經考驗的動作片模板，問題是此後將出現一種似曾相識的感覺。」Inverse網站的利維·史考特（Lyvie Scott）也給出了褒貶不一的評價：「雖然《殺》確實缺乏敘事上的多元，但動作場面也平淡無奇。」

### 獎項
| 年份 | 獎項                   | 類別           | 提名或獲獎者                                           | 結果 | 來源          |
| ---- | ---------------------- | -------------- | ------------------------------------------------------ | ---- | ------------- |
| 2025 | 第25屆國際印度電影大獎 | 最佳電影       | 《殺》                                                 | 提名 | [ 67 ] [ 68 ] |
| 2025 | 第25屆國際印度電影大獎 | 最佳導演       | 尼克希爾·納格什·巴特                                   | 提名 | [ 67 ] [ 68 ] |
| 2025 | 第25屆國際印度電影大獎 | 最佳反派角色   | 拉加夫·茱亞爾                                          | 獲獎 | [ 67 ] [ 68 ] |
| 2025 | 第25屆國際印度電影大獎 | 最佳男新人     | 拉克夏                                                 | 獲獎 | [ 67 ] [ 68 ] |
| 2025 | 第25屆國際印度電影大獎 | 最佳代唱女歌手 | 瑞哈·巴德瓦吉（〈接近〉）                              | 提名 | [ 67 ] [ 68 ] |
| 2025 | 第25屆國際印度電影大獎 | 最佳攝影       | 拉菲·馬哈茂德（Rafey Mehmood）                                      | 獲獎 | [ 67 ] [ 68 ] |
| 2025 | 第25屆國際印度電影大獎 | 最佳音效設計   | 蘇巴什·薩胡（Subash Sahoo）                                        | 獲獎 | [ 67 ] [ 68 ] |
| 2025 | 第25屆國際印度電影大獎 | 最佳混音       | 蘇巴什·薩胡、博洛伊·庫馬爾·多洛伊（Boloy Kumar Doloi）、拉胡爾·卡普（Rahul Karpe） | 獲獎 | [ 67 ] [ 68 ] |

## 翻拍
2024年7月1日，即《殺》在北美院線上映的前三天，狮门娱乐和87North製片公司宣布將本片翻拍成英語版。達摩製片公司還也發表聲明補充，除英語外，本片不會再有其他語種的翻拍。

## 外部連結
- 互联网电影数据库（IMDb）上《殺》的资料（英文）
- 爛番茄上《殺》的資料（英文）